# Acorralar a la bestia
Acorralar a la bestia es el primer álbum del grupo de hip hop argentino Actitud María Marta, lanzado en 1996.

## Lista de temas
- Confusión
- Funk del altiplano
- La base milagrosa
- La ola
- El rejunte voraz
- Nadie me entiende
- Disconforme
- Rudy
- Estado resignado
- Mi amigo el tiburón (El zumbido del infierno)
- Hijo de desaparecido
- La Angelita
- Jalil (llamados anónimos)
- A mi me rebota y a vos te explota

## Miembros
- Malena D'Alessio (Voz)
- Alicia Dal Monte (Voz)
- Marcelo Baraj (Batería)
- Jorge Di Pascual (Guitarra)
- Lautaro Guida (Bajo)
- Gustavo Kersenabum (Guitarra)

- Datos: Q16526696